# Pestalosphaeria hansenii
Pestalosphaeria hansenii är en svampart som beskrevs av Shoemaker & J.A. Simpson 1981. Pestalosphaeria hansenii ingår i släktet Pestalosphaeria och familjen Amphisphaeriaceae.   Inga underarter finns listade i Catalogue of Life.